# Генеральная старшина
Генера́льная старши́на — военно-административный аппарат Запорожской Сечи, Войска Запорожского (реестрового), Гетманщины и Слободской Украины, представители которого получили впоследствии в Российской Империи дворянское звание по Высочайшему указу, от 20 марта 1835 года.
В других источниках указано что Генеральная старшина (генера́льный — общий, всеобщий), во время гетманов малороссийских, пять главных войсковых чинов: генеральный писарь, генеральный есаул, генеральный бунчужный, генеральный судья, генеральный обозный, в Малороссии старши́ной первоначально назывались лица занимавшие должности (уряды) при гетмане, в полках и в сотнях, соответственно этим урядам (должностям), она делилась на генеральную, полковую и сотенную, все должности (уряды) замещались только козаками.
Все выборные должности генеральной старшины существовали и в Запорожской Сечи, только без слова «генеральный», которое появилось позже в Его Царского Пресветлого Величества Войске Запорожском, во второй половине XVII — XVIII веков, для отличия от старшины полковой и сотенной. Генеральная старшина назначалась гетманом по согласованию с российским правительством, и составляла совет при гетмане. Всеми делами Генеральной старшины заведовала Генеральная войсковая канцелярия при гетмане, созданная 1720 году. В других источниках указано что в конце XVII и начале XVIII столетия под именем старшина малороссийская стали разуметь не только лиц должностных, но также когда-нибудь занимавших должности (уряды), заслуженных в войске и их детей, а также и всех вообще получавших от государственной власти населенные имения.
Генеральная старшина способствовала падению гетмана Войска Запорожского И. С. Самойловича и избранию И. С. Мазепы. Мазепа старался угодить ей, раздавая ей новые маетности и утверждая старые. 
Особую значимость генеральная старшина приобрела при последнем гетмане Войска Запорожского К. Г. Разумовском, который подолгу жил в России и передавал генеральной старшине управление Малороссией. Чины генеральной старшины существовали и после ликвидации гетманства и были упразднены только со введением на Украине в 1782 году губернского управления.

## Список генеральной старшины
Ниже представлен список генеральной старшины Запорожских черкас (возможно представлены не все):

### Генеральные обозные
Генеральный обозный — второй (высший) после гетмана чин. Обозный ведал артиллерией, снабжением войска продовольствием и вооружением, принимал должность наказного гетмана (исполняющего обязанности в случае отсутствия, смерти, низложения гетмана). Руководил строительством укреплённых лагерей и, по обычаю, становился их комендантом. Нередко принимал командование над отдельным казацким корпусом. В его обязанности входило также составление казацкого реестра.
- Тимофей Иванович Носач[10]
- Иван Климович Цесарский
- Пётр Михайлович Забела 1669 год[9]
- Дунин-Борковский, Василий Касперович (1685—1702)
- Иван Васильевич Ломиковский[11] (1702—1708)
- Яков Ефимович Лизогуб[12] (16 декабря 1728—1749)
- Семён Васильевич Кочубей[13] (10 ноября 1751— 13 декабря 1779)

### Генеральные судьи
Генеральный судья представлял судебную власть. Он толковал обычаи и законы, вершил суд над государственными преступниками, рассматривал апелляции и прошения о помиловании, контролировал работу полковых судов. На заседания Генерального суда созывали подконтрольных генеральному судье судей из городов и посёлков. Все судьи были выборными. В XVII веке генеральных судей и есаулов было по двое человек.
- Богданович, Самуил
- Лесницкий, Григорий Софоньевич
- Беспалый, Иван Фёдорович
- Кравченко, Иван
- Незамай, Георгий
- Забела, Пётр Михайлович, 1665 — 1669 годы[9]
- Самойлович, Иван Самойлович
- Домонтович, Иван Михайлович
- Животовский, Павел Трофимович
- Вуяхевич-Высочинский, Мелентий (1683—1691)
- Прокопович, Савва Прокофьевич — (1691—1701)
- Кочубей, Василий Леонтьевич — (1699—1708)
- Чуйкевич, Василий Никифорович — (1708—1709)
- Чарныш, Иван Фёдорович — (1715—1723)
- Туранский, Алексей Михайлович — (1709—1716)
- Кандыба, Андрей Фёдорович — (16 декабря 1728—1730)
- Забела, Михаил Тарасович — (16 декабря 1728—1740)
- Бороздна, Иван Владиславич (1731—1740)
- Горленко, Аким Иванович — (1745—1751)
- Лысенко, Фёдор Иванович — (1741—1751)
- Оболонский, Демьян Васильевич — (1751—1756)
- Журман, Илья Васильевич — (1756—1782)
- Дублянский, Александр Павлович — (23 марта 1762—1781)

### Генеральные подскарбии
Два генеральных подскарбия (казначея) руководили всеми финансами и организацией сбора налогов. Должность учреждена в 1729 году. Чин подскарбия был учреждён гетманом Иваном Брюховецким и вновь восстановлен Даниилом Апостолом. Они руководили Генеральной скарбовой канцелярией.
- Маркевич, Андрей Маркович — (1729—1740)
- Скоропадский, Михаил Васильевич — (1741—1758)
- Гудович, Василий Андреевич — (1760—1764)

### Генеральные писари
Генеральный писарь возглавлял генеральную войсковую канцелярию, исполняя обязанности государственного секретаря: ведал всей войсковой и государственной документацией, готовил указы и приказы, занимался корреспонденцией, отвечал за сохранность войсковой печати. Был первым советником гетмана, участвовал в переговорах на высшем уровне, принимал послов иностранных государств и войск. В военное время исполнял функции, близкие к функциям современного начальника Генерального штаба.
- Выговский, Иван Евстафьевич
- Груша, Иван
- Евстафьев, Семён
- Дансткевич, Евстафий
- Шуйкевич, Захар
- Вуяхевич-Высочинский, Мелентий (1661—1663)
- Степан Потребич-Гречаный
- Мокриевич, Карп Иванович (1669—1672)
- Прокопович, Савва Прокофьевич
- Кочубей, Василий Леонтьевич
- Орлик, Филипп Степанович — (1702—1709)
- Савич, Семён Савич — (1709—1723)
- Турковский, Михайло Максимовичи — (16 декабря 1728—1739)
- Безбородько, Андрей Яковлевич — (1750—1762)
- Туманский, Василий Григорьевич — (1762—1767)

### Генеральные есаулы
Генеральный есаул — два генеральных есаула были помощниками гетмана: помогали составлять казацкий реестр, рассматривали апелляции, которые поступали из полковых и сотенных судов, жалобы и предложения старшин; следили за соблюдением законности, обычаев и традиций в войске, проводили учения и смотры войска, поддерживали порядок на Генеральном военном совете. В военное время исполняли особые поручения гетмана, могли командовать определённой частью войска, возглавлять группу парламентёров во время переговоров с командованием противника.
- Жданович, Антон Никитич
- Лобода, Герман
- Ковалевский, Иван
- Яков Лизогуб[15]
- Чеботков, Онисим
- Демьянов, Василий
- Константинов, Павел
- Многогрешный, Демьян Игнатьевич
- Гвинтовка, Матвей Никитич
- Грабович, Павел
- Лысенко, Иван Яковлевич — 1728—1741
- Полуботок, Леонтий Артемьевич
- Сербин, Войца (1687—1689)
- Гамалея, Андрей Григорьевич
- Гамалея, Григорий Михайлович — 1674
- Миклашевский, Михаил Андреевич — 1683—1685
- Ломиковский, Иван Васильевич — 1691—1707
- Гамалея, Антон Андреевич — 1702—1704[16]
- Гамалея, Михаил Андреевич — 1708—1709
- Жураховский, Василий Яковлевич — 1710—1724
- Бутович, Степан Иванович — 1709—1717
- Мануйлович, Иван Мануилович — 16 декабря 1728—1738
- Лысенко, Фёдор Иванович — 16 декабря 1728—1741
- Якубович, Яков Демьянович — 1740—1757
- Валькевич, Пётр Васильевич — 1741—1758
- Жоравка, Иван Тимофеевич — 23 января 1759—1758
- Скоропадский, Иван Михайлович — 1762—1781

### Генеральные хорунжие
Генеральный хорунжий — изначально должность задумывалась для старшин, которые должны были оберегать и отвечать за охрану больших гетманских знамён (хоругвей). В реальной жизни — примерный аналог современного офицера Генерального штаба, наделённого комендантскими функциями. Вёл следствие в делах, связанных с преступлениями старшин. Иногда возглавлял личную охрану гетмана. В военное время мог командовать отдельными казацкими соединениями, исполнять обязанности наказного гетмана.
- Спиридонов, Василий
- Коровка-Вольский, Григорий Карпович
- Забела, Степан Петрович (1678—?)
- Миклашевский, Михаил Андреевич — (1682—1683)
- Забела, Василий Петрович
- Гамалея, Михаил Андреевич (1703—1707)
- Сулима, Иван Фёдорович — (1708—1721)
- Горленко, Аким Мануилович — (16 декабря 1728—1741)
- Ханенко, Николай Данилович — (20 февраля 1741—1760)
- Апостол, Данило Петрович — (8 марта 1762—1767)

### Генеральные бунчужные
Генеральный бунчужный персонально отвечал за сохранение бунчука. Выполнял особые поручения гетмана, инспектируя отдельные казацкие полки, проверяя жалобы. Во время войны мог командовать отдельным казацким корпусом или рейдовым отрядом.
- Заборовский, Лука
- Полуботок, Леонтий Артемьевич
- Лизогуб, Ефим Яковлевич (1687—1688)
- Скоропадский, Иван Ильич
- Гамалея, Михаил Андреевич (1701—1703)
- Максимович, Дмитрий (1703—1708)
- Лизогуб, Яков Ефимович (1717—1729)
- Бороздна, Иван Владиславич (16 декабря 1728—1731)
- Галецкий, Семён Яковлевич (1734—1738)
- Оболонский, Демьян Васильевич (1741—1758)
- Закревский, Осип Лукьянович (1756—1763)
- Тарновский, Яков Степанович (1762—1779)